# フリー・ソウル・スガ シカオ
『フリー・ソウル・スガ シカオ』は、スガシカオのベスト・アルバム。

## 解説
- 橋本徹（SUBURBIA）監修によるコンピレーション・シリーズ「Free Soul」の1作としてリリースされた。選曲はデビューから現在までの全キャリアから、橋本による独自の視点で行われている。[1]
- 映像作品『スガフェス！～20年に一度のミラクルフェス～』と同時発売。

## 収録曲

### DISC 1
1. 黄金の月
  - 2ndシングル
2. 光の川
  - 17thシングル
3. June
  - 6thアルバム『TIME』収録曲
4. 8月のセレナーデ
  - 11thシングル
5. 愛について
  - 4thシングル
6. グッド・バイ
  - 3rdアルバム『Sweet』収録曲
7. 夕立ち
  - 3rdアルバム『Sweet』収録曲
8. Progress/kōkua
  - kōkuaの1stシングル
9. ホームにて
  - 19thシングル「19才」カップリング
10. 夏祭り
  - 8thシングル「あまい果実」カップリング
11. ひとりごと
  - 2ndアルバム『FAMILY』収録曲
12. サナギ＜theme from xxxHOLiC the movie＞
  - 15thシングル「奇跡/夏陰/サナギ」3曲目
13. カラッポ
  - 6thアルバム『TIME』収録曲
14. 前人未到のハイジャンプ
  - 1stアルバム『Clover』収録曲
15. オバケエントツ
  - 10thアルバム『THE LAST』収録曲
16. 夜空ノムコウ（Live）
  - 1stB面集『Sugarless』収録曲のライブバージョン
  - SMAPへの提供曲のセルフカバー
17. 夏陰～なつかげ～
  - 15thシングル「奇跡/夏陰/サナギ」2曲目

### DISC 2
1. 夜明けまえ（Live）
  - 7thシングル
  - ライブ音源
2. 海賊と黒い海
  - 10thアルバム『THE LAST』収録曲
3. 青空
  - 12thシングル「青空/Cloudy」1曲目
4. SPIRIT
  - 9thシングル
5. ストーリー
  - 5thシングル
6. 1/3000ピース
  - 23rdシングル「NOBODY KNOWS」カップリング
7. ぬれた靴
  - 10thシングル「AFFAIR」カップリング
8. サヨナラ
  - 14thシングル「サヨナラ/気まぐれ」1曲目
9. 秘密
  - 15thシングル
10. AFFAIR
  - 10thシングル
11. たとえば朝のバス停で
  - 4thアルバム『4Flusher』収録曲
12. 木曜日、見舞いにいく
  - 9thシングル「SPIRIT」カップリング
13. ココニイルコト
  - 7thシングル「夜明けまえ」カップリング
  - SMAPへの提供曲のカバー
14. ふたりのかげ
  - 3rdアルバム『Sweet』収録曲
15. 月とナイフ
  - 1stアルバム『Clover』収録曲
16. アーケード
  - 16thシングル「クライマックス」カップリング
17. 愛について（Live）
  - 4thシングルのライブバージョン
18. 黄金の月（Live）
  - 2ndシングルのライブバージョン